# Vivien Leigh
Vivien Leigh (nascida Vivian Mary Hartley e estilizado como Lady Olivier após 1947; Darjeeling, 5 de novembro de 1913 — Londres, 8 de julho de 1967) foi uma atriz britânica nascida na Índia do Império Britânico. 
Leigh tornou-se conhecida não somente pelos palcos como também pelas telas. Numa carreira que se estendeu por mais de trinta anos, a atriz frequentemente fazia colaborações com seu marido, o ator e diretor Laurence Olivier. No teatro, viveu desde heroínas das comédias de Noel Coward e George Bernard Shaw a personagens dos dramas clássicos de Shakespeare, chegando a ganhar, em 1963, um Tony de melhor atriz pelo desempenho na comédia musical Tovarich; já no cinema, mesmo com relativamente poucas aparições (sua filmografia é composta de não mais que dezenove títulos), Leigh viveu personagens igualmente marcantes, cuja profundidade de suas atuações contribuíram para que a atriz conseguisse a notável façanha de conquistar por duas vezes o Oscar de melhor atriz - a primeira pelo desempenho como Scarlett O'Hara em ...E o Vento Levou, de 1939, e a segunda pela atuação em outro drama, Um Bonde chamado Desejo, de 1951, no qual interpretou o papel de Blanche DuBois, a mesma personagem a qual deu vida nos palcos do West End, área na região central de Londres, onde se concentram célebres teatros.
Não obstante seu sucesso, Leigh foi afetada por um distúrbio bipolar durante a maior parte de sua vida adulta, e seu humor era quase sempre não entendido pelos diretores, que lhe atribuíram uma reputação de atriz de difícil personalidade. Diagnosticada com tuberculose crônica na metade da década de 1940, sua saúde tornou-se frágil a partir de então. Ela e Olivier divorciaram-se em 1960; a partir daí, a atriz continuou a trabalhar esporadicamente no cinema e no teatro, até sua morte súbita em 1967, causada pela tuberculose que a atormentou durante anos.
Em 1999, o Instituto Americano de Cinema a classificou como a décima sexta maior estrela feminina do cinema clássico de Hollywood.

## Primeiros anos
Vivien Leigh, cujo nome de batismo era Vivian Mary Hartley, nasceu em 5 de novembro de 1913 na cidade de Darjeeling, à sombra do Monte Everest, na Índia; Vivian chegara no final da era de ouro do Império Britânico. Vinda de uma família burguesa da Inglaterra, seu pai, Ernest Hartley, era agente de câmbio e, paralelamente, atuava no teatro amador. No fim da Primeira Guerra Mundial, ele levou a família de volta à Inglaterra. Aos seis anos de idade, sua mãe, Gertrude, decidiu interná-la no Convento do Sagrado Coração, mesmo sendo dois anos mais nova que qualquer outra aluna. O único conforto para a criança solitária era um gato que vagava pelo pátio do convento, e que as freiras a deixaram levar para o dormitório. Sua primeira e melhor amiga na escola era uma menina de oito anos, que mais tarde também se tornaria estrela: Maureen O'Sullivan, que viera da Irlanda. Na quietude do convento, as duas brincavam de recriar os lugares que haviam deixado, e imaginavam como seriam os que desejavam visitar. Lá, ela se destacou na dança, no violoncelo e nas peças de final de ano.
De 1927 a 1932, ela se juntou aos pais na Europa. Os Hartley haviam deixado definitivamente a Índia, onde Vivian nascera. Ela aprendeu a falar fluentemente o francês e o alemão, além de fazer um curso de dicção. Em 1932, aos dezoito anos, entrou na Academia Real de Artes Dramáticas de Londres; surpreendentemente, no entanto, ela saiu no outono do mesmo ano, quando decidiu se casar. Vivian conhecera e se apaixonara pelo jovem advogado Hebert Leigh Holman, de 31 anos, e os dois se casaram em 20 de dezembro de 1932. Logo em seguida, em 1933, nasceu a filha do casal, Suzanne Holman. Depois, retornou à Academia Real de Artes Dramáticas de Londres para concluir seus estudos e se tornar atriz.

## Década de 1930

### Primeiros trabalhos
Vivian estreou nos palcos de Londres interpretando a esposa namoradeira em The Green Sash. Sua carreira deu uma guinada quando ela protagonizou a produção de Sidney Carroll da peça The Mask Of Virtue. A peça, que estreou em 15 de maio de 1935, foi um grande sucesso e rapidamente Vivian tornou-se conhecida no meio artístico de Londres.
Vivian fez teste e foi escolhida para um pequeno papel num filme chamado Things Are Looking Up (1935). Embora o papel fosse pequeno, chamou a atenção do empresário John Glidden, do qual ela se tornou cliente. John Glidden também criou um nome artístico para Vivian, usando o primeiro nome dela e um sobrenome do marido.
Ainda em 1935 veio um filme barato, The Village Squire, no qual recebeu o seu primeiro crédito, ainda como Vivian Leigh. Em 1937, o produtor Sidney Carroll sugeriu que a letra "a", do nome Vivian, fosse substituída pela letra "e", para dar mais feminilidade. 

### Início do sucesso
Os elogios da crítica a Vivien, unidos à sua incomparável beleza, chamaram a atenção do produtor Alexander Korda, que a contratou por cinco anos. Antes de atuar no primeiro filme do contrato, Vivien atuou em três peças. Em 1937, Korda estava preparado para trabalhar com sua revelação no filme Fogo sobre a Inglaterra, um filme sobre a rainha Elizabeth I na época da Armada Espanhola. A atriz estava entusiasmada com o filme e especialmente contente porque iria trabalhar com Laurence Olivier, um ator que ela e seu marido conheciam socialmente. Laurence Olivier e Vivien Leigh ficaram íntimos demais durante a filmagem, e restava pouca dúvida de que os dois teriam se apaixonado. No mesmo ano, ao atuarem juntos na peça Hamlet, no Castelo de Elseneur, local da tragédia de Shakespeare, o sucesso foi enorme, a ponto do príncipe da Dinamarca vir vê-los. Depois disso, os jovens amantes perceberam que havia chegado a hora de falar a seus respectivos consortes do seu amor, e que queriam se divorciar para se casar. Vivien deixou definitivamente seu marido e foi morar com Olivier, deixando a educação de sua filha, Suzanne, por conta de sua mãe.
Em seguida, eles filmaram Três Semanas de Loucura, mas o filme foi considerado bobo e nem chegou a ser lançado (só o foi em 1940, quando ambos já eram astros).
Para o próximo filme, Alexander Korda emprestou Vivien à MGM (Metro Goldwin Mayer) para estrelar a produção inglesa Um Ianque em Oxford (1938), com Robert Taylor, então no auge da popularidade. O entusiasmo inicial de Vivien transformou-se em decepção quando ela soube que não interpretaria a protagonista, que acabou ficando para Maureen O'Sullivan, sua ex-colega de escola.

### Scarlett O'Harae triunfo no Oscar

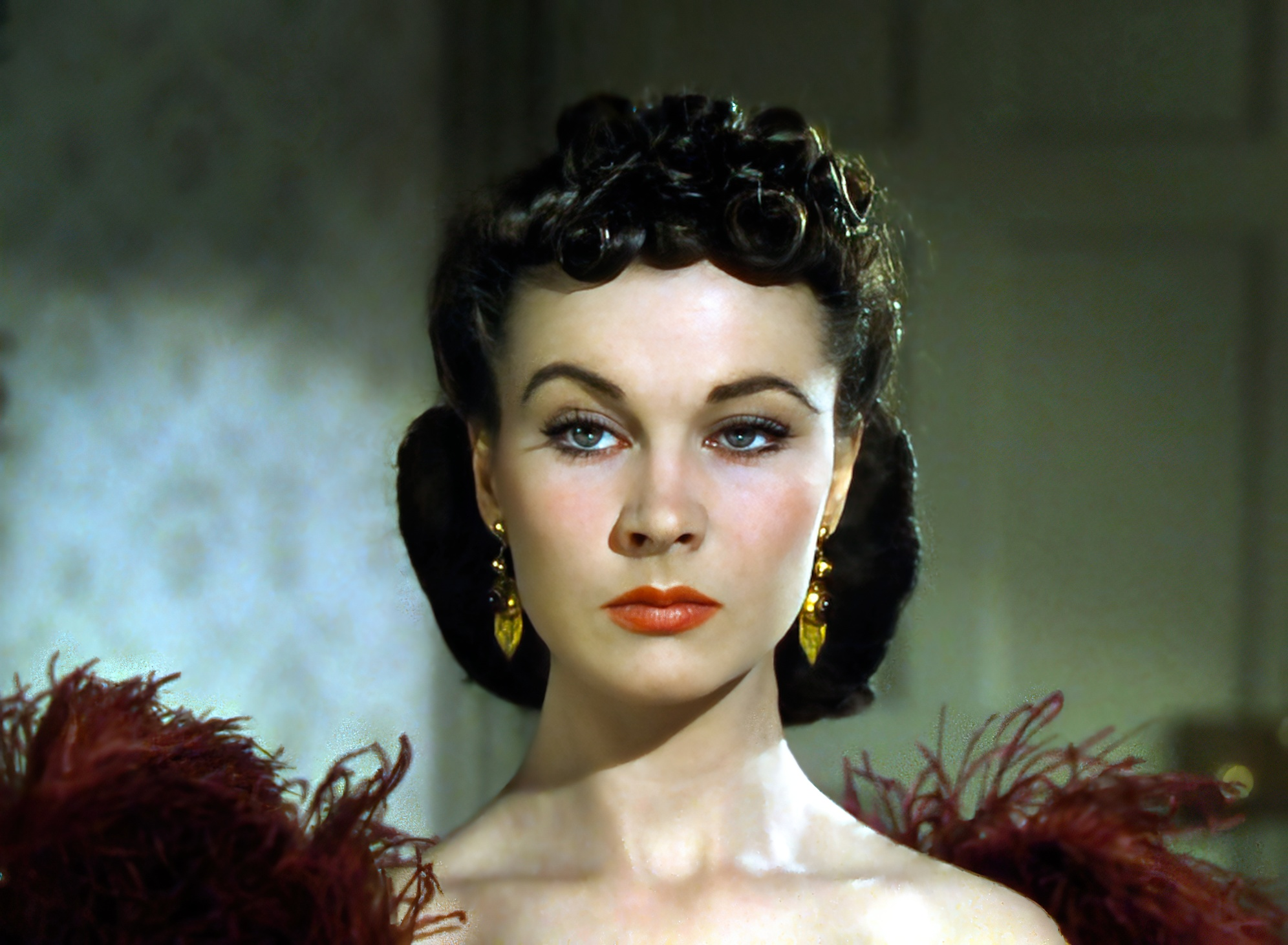
Como Scarlett O'Hara em ...E o Vento Levou (1939)

Em 1938, Laurence Olivier foi contratado para interpretar Heathcliff na produção de Samuel Goldwyn Wuthering Heights (1939). Ele desejava que Vivien interpretasse seu par romântico no filme, que acabou ficando com Merle Oberon. Mais tarde, Vivien decidiu que precisava vê-lo, e partiu a bordo do navio Queen Mary. Dizem que, durante a viagem, ela ficava na cabine, lendo o livro ...E o Vento Levou, de Margaret Mitchell. A atriz não só estava ansiosa para rever seu amado, mas também planejava conquistar o papel de Scarlett O'Hara, a protagonista do filme ...E o Vento Levou, de 1939.
Vivien Leigh queria interpretar Scarlett havia muito tempo. O livro de Hugo Vickers, Vivien Leigh publicado em 1988, fala do que houve durante a produção de um filme na Inglaterra, em 1937: "Alguém disse a Laurence Olivier: 'Larry, você daria um ótimo Rhett Butler' (o par romântico da protagonista de ...E o Vento Levou, que acabou sendo interpretado por Clark Gable). Ele apenas riu, mas a discussão sobre o elenco prosseguiu, e Vivien causou um silêncio repentino ao dizer:  'Larry não será Rhett Butler, mas eu serei Scarlett O'Hara. Esperem e verão' ." Isso era, no mínimo, muito curioso, uma vez que ela era uma total desconhecida na América e na época havia muita divergência sobre quem deveria interpretar Scarlett. A escolha de sua intérprete fascinou o mundo. Centenas de mulheres fizeram testes, algumas desconhecidas e amadoras, de setembro de 1936 até dezembro de 1938, entre elas Tallulah Bankhead, Paulette Goddard, Jean Arthur, Joan Bennett, Lana Turner e Susan Hayward. O produtor do filme, David O. Selznick, sempre preferia achar uma atriz novata, algum rosto novo que não fosse identificado por papéis anteriores. Atrizes bastante famosas na época foram cotadas, mas por várias razões não fizeram o teste. Entre elas estavam Margaret Sullavan, Miriam Hopkins, Joan Crawford, Norma Shearer, Loretta Young, Bette Davis e Katharine Hepburn.

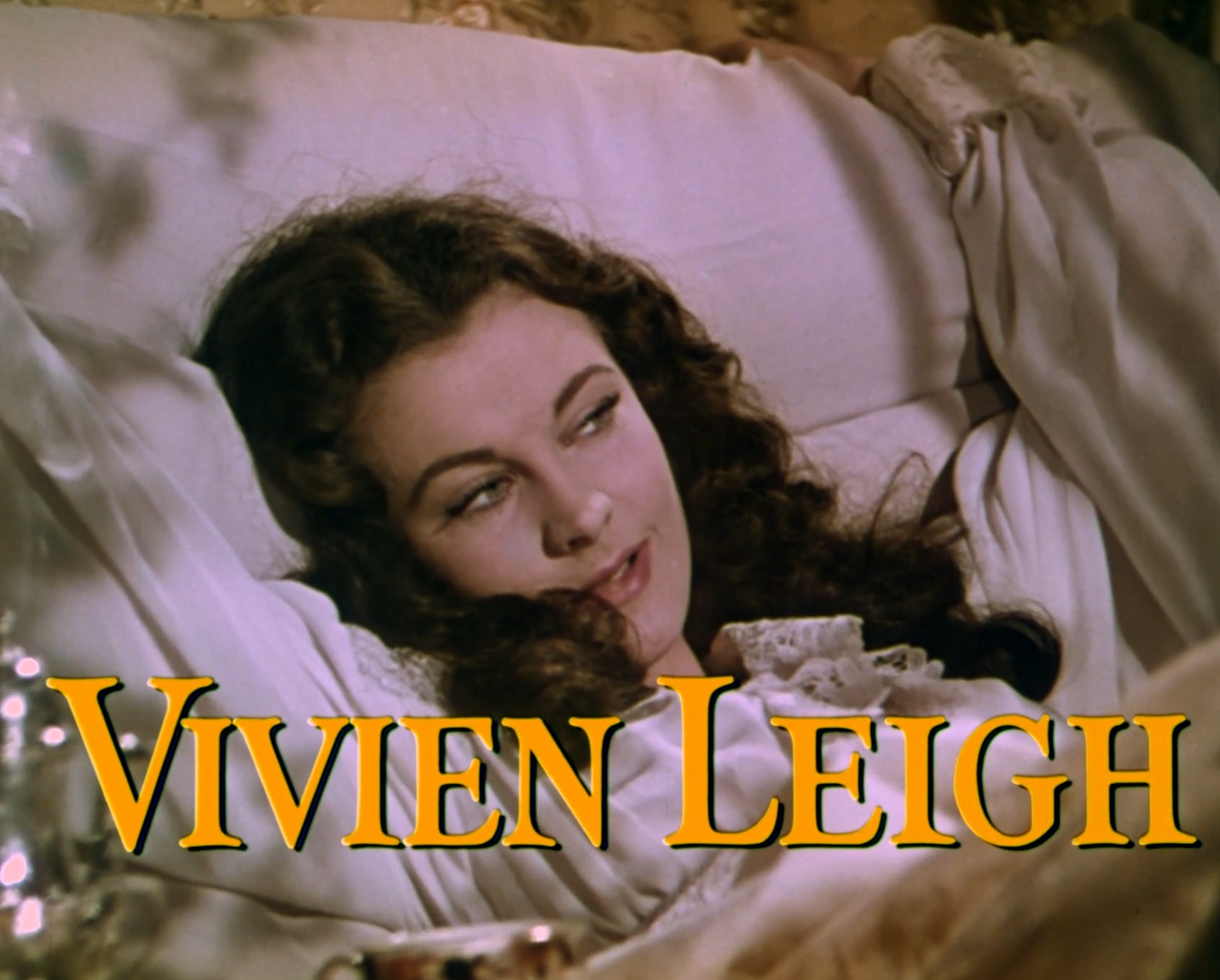
Leigh no trailer de Gone With the Wind.

Vivien dizia que o livro era maravilhoso e que daria um ótimo filme. Ouviram-na até dizendo: "Eu me escolhi como Scarlett O'Hara. O que acha?". Está claro que a atriz falava tanto de Scarlett na esperança que alguém da Selznick International Pictures registrasse seu interesse e investigasse o caso. Em seu livro de 1989, Vivien a Love Affair in Camera o fotógrafo Angus McBean escreveu sobre ela, a quem fotografara em inúmeras ocasiões, durante trinta anos. McBean relatou que em 1936 ele foi convidado a levar umas fotos até a casa dela em Londres. Nesse trecho, ela diz: "São maravilhosas (as fotos), Angus, querido. Como eu queria (interpretar Scarlett). Você leu o livro? 'Que livro?' ...E o Vento Levou, claro. É a minha Bíblia. E vou interpretar Scarlett nem que seja a última coisa que eu faça. Você não leu? Precisa ler." E ela lhe deu uma cópia do livro, com esta dedicatória: "Ao querido Angus, com amor. Scarlett O'Hara".
Em 1941 David O. Selznick (o produtor de ...E o Vento Levou) escreveu um artigo para uma revista, que dizia: "Antes que meu irmão, Myron Selznick, o maior empresário de Hollywood, levasse Laurence Olivier e Vivien Leigh para ver a cena do incêndio de Atlanta, eu nunca vira Vivien. Quando Myron nos apresentou, as chamas iluminavam o rosto dela, e ele disse: 'Quero apresentar Scarlett O'Hara'. Naquele momento, tive certeza de que era a atriz perfeita, pelo menos fisicamente". Mais tarde, os testes, feitos sob a brilhante direção de George Cukor, mostraram que ela seria a atriz ideal para o papel.
Depois de várias pré-estreias de gala em dezembro de 1939, ...E o Vento Levou tornou-se o filme mais famoso, mais assistido e mais aclamado da história, e Vivien Leigh, interpretando Scarlett, foi a força motriz dele. O clássico ganhou o impressionante número de dez prêmios Oscar (incluindo o de melhor filme e, também, o primeiro Oscar dado a uma atriz afro-americana, Hattie McDaniel). Por este desempenho Vivien ganhou o primeiro de seus dois Oscars de melhor atriz.

## Década de 1940

### Durante a guerra

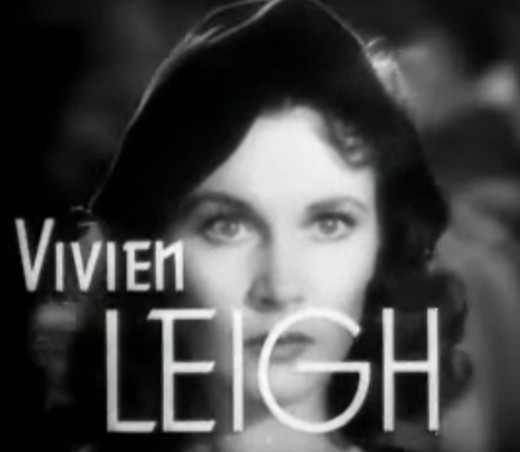
trailer de A ponte de Waterloo, 1940

Depois do grande sucesso de ...E o Vento Levou, Vivien protagonizou o filme A Ponte de Waterloo (1940), da MGM. No mesmo ano, ela e Laurence [Olivier] fizeram Lady Hamilton, a Divina Dama , o filme preferido do primeiro-ministro Winston Churchill. Durante essa filmagem, souberam que seus respectivos divórcios tinham saído (mas o ex-marido da atriz ficou com a guarda da filha, Suzanne). Com isso, ela e Laurence finalmente casaram-se numa cerimônia íntima em Santa Barbara, no dia 31 de agosto de 1940.
Depois de atuar em uma montagem de The Doctor's Dilemma, Vivien fez turnê pelo norte da África para animar as tropas na Segunda Guerra. Ela e Olivier montaram em Londres The Skin Of Our Teeth, de Thornton Wilder, dirigida por Olivier e estrelada por Leigh. A peça fez grande sucesso mas, três meses depois da estreia, Leigh recebeu um diagnóstico de tuberculose, sendo obrigada a parar o trabalho e ficar convalescente por oito meses. A saúde de Leigh, sempre frágil, continuou ruim nos anos seguintes.
Em 1947, Laurence Olivier foi sagrado Cavaleiro do Império Britânico e o casal passou a ser Sir e Lady Olivier; os dois tornam-se o casal mais popular da Grã Bretanha, depois dos Windsors. 
Em 1949, Vivien obteve o papel que só ficaria atrás de Scarlett: o de Blanche DuBois na peça teatral londrina Um Bonde chamado Desejo, de Tennessee Williams. A peça foi dirigida por Laurence Olivier e Vivien Leigh recebeu muitos elogios por seu desempenho no papel da frágil, desequilibrada e bela sulista.

## Década de 1950

### Um Bonde chamado Desejoe novo Oscar

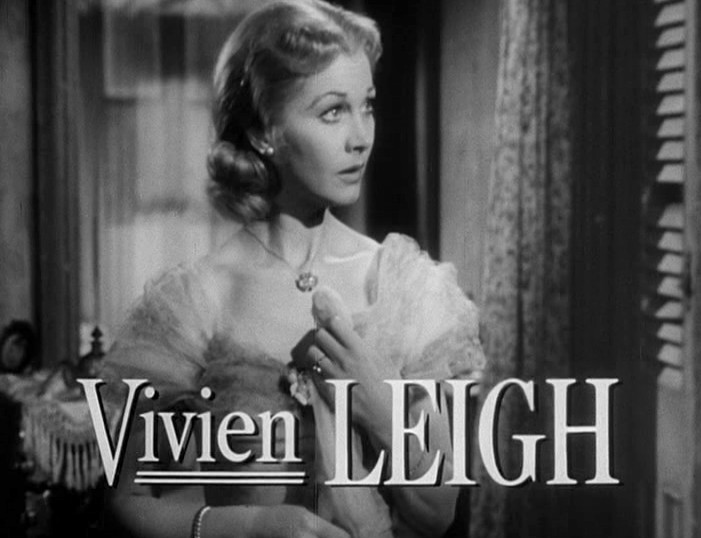
Como Blanche DuBois em Uma Rua Chamada Pecado, 1951

Quando, em 1951, a Warner anunciou a versão filmada de A Streetcar Named Desire, pensou-se em Olivia de Havilland (com quem Vivien havia contracenado em ...E o Vento Levou) para o papel principal. Esta, porém, viu-se impossibilitada de fazer seu retorno ao cinema (do qual esteve ausente desde 1949) em detrimento da maternidade. A busca por uma atriz cuja popularidade pudesse atrair uma boa bilheteria apontou para Vivien, que estrelara a versão inglesa da peça nos palcos londrinos. Ela foi contratada para o filme, e recebeu cem mil dólares, tornando-se a atriz inglesa mais bem paga da época.
Vivien e Laurence não iam a Hollywood havia quase dez anos, e a chegada deles no outono de 1950 causou grande repercussão. Ele também ia fazer um filme lá: Perdição por Amor, de William Wyler, que já o dirigira antes em Wuthering Heights (1939).
Vivien Leigh teve um desempenho magnífico na versão cinematográfica de Um Bonde chamado Desejo e, por isso, foi recompensada com seu segundo Oscar de melhor atriz. Seu trunfo, no entanto, teve um preço alto; ela diria depois:
| “ | "Blanche DuBois é uma mulher da qual tudo foi arrancado, uma figura trágica e eu a entendo, mas interpretá-la me fez mergulhar na loucura." | ” |

### Problemas de saúde
Vivien Leigh e Laurence Olivier trabalharam nas peças César e Cleópatra e Antônio e Cleópatra em noites alternadas, para o Festival da Grã Bretanha de 1951. Naquela época, a vida de Vivien estava mudando. Ela, que sofria de tuberculose, também sofreu dois abortos e foi diagnosticada como maníaco-depressiva. Contudo, o público a amava. Como o ritmo de trabalho era excessivo, a atriz começou a cair em longos períodos de depressão. De fato, ela teve de se afastar do trabalho durante boa parte de 1952. Sua volta ao trabalho, no filme No Caminho dos Elefantes (1953), só piorou as coisas: Vivien teve um colapso no set de filmagem e precisou ser substituída por Elizabeth Taylor. Em seguida, começaram os boatos sobre a situação de seu casamento com Olivier.

## Década de 1960: últimos anos
Em 1960 os boatos sobre a situação do casamento de Vivien Leigh e Laurence Olivier se confirmaram quando ele a abandonou para ficar com a comediante Joan Plowright, 22 anos mais nova do que ele. Ela pediu o divórcio por adultério, que foi concedido em 2 de dezembro de 1960. Depois disso, nunca mais se casou.
Em 1963, Vivien ganhou um Tony por seu desempenho na comédia musical Tovarich. No ano seguinte, ela voltou a Hollywood para viver outra sulista no filme A Nau dos Insensatos (1965).

### Morte
Vivien Leigh ensaiava A Delicate Balance, de Edward Albee, em Londres, quando teve uma recaída (causada pela tuberculose que a atormentou durante décadas) e morreu, em 8 de julho de 1967, aos 53 anos. Na época, ela estava morando com o ator John Merivale. Seu corpo foi cremado e suas cinzas espalhadas no Lago no moinho Tickerage, perto de Blackboys, Sussex na Inglaterra.

## Filmografia
| Ano                    | Filme                        | Título original                  | Personagem            | Diretor                       | Outros integrantes do elenco                                      |
| ---------------------- | ---------------------------- | -------------------------------- | --------------------- | ----------------------------- | ----------------------------------------------------------------- |
| 1935                   | The Village Squire           | (Idem)                           | Rose Venables         | Reginald Denham               | David Horne, Leslie Perrins                                       |
| 1935 (filmado em 1934) | Things Are Looking Up        | (Idem)                           | Garota da escola      | Albert de Corville            | Cicely Courtneidge                                                |
| 1935                   | Look Up and Laugh            | (Idem)                           | Marjorie Belfer       | Basil Dean                    | Gracie Fields                                                     |
| 1935                   | Gentlemen's Agreement        | (Idem)                           | Phil Stanley          | George Pearson                | Frederick Peisley, Anthony Holles                                 |
| 1937                   | Fogo sobre a Inglaterra      | "Fire Over England"              | Cynthia               | William K. Howard             | Flora Robson, Raymond Massey, Leslie Banks,Laurence Olivier       |
| 1937                   | Jornada sinistra             | "Dark Journey"                   | Madeleine Goddard     | Victor Saville                | Conrad Veidt                                                      |
| 1937                   | Tempestade num copo d'água   | "Storm in a Teacup"              | Victoria "Vickie" Gow | Ian Dalrymple, Victor Saville | Rex Harrison, Cecil Parker, Sara Allgood                          |
| 1938                   | Um ianque em Oxford          | "A Yank at Oxford"               | Mrs. Elsa Craddock    | Jack Conway                   | Robert Taylor, Maureen O'Sullivan, Lionel Barrymore, Edmund Gwenn |
| 1938                   | Nos bastidores de Londres    | "Sidewalks of London"            | Liberty "Libby"       | Tim Whelan                    | Charles Laughton, Rex Harrison                                    |
| 1939                   | ...E o Vento Levou           | "Gone with the Wind"             | Scarlett O'Hara       | Victor Fleming                | Clark Gable, Olivia de Havilland, Leslie Howard                   |
| 1940 (filmado em 1937) | Três semanas de loucura      | "21 Days"                        | Wanda                 | Basil Dean                    | Leslie Banks, Laurence Olivier                                    |
| 1940                   | A ponte de Waterloo          | "Waterloo Bridge"                | Myra Lester           | Mervyn LeRoy                  | Robert Taylor, Lucile Watson, Virginia Field                      |
| 1941                   | Lady Hamilton, a divina dama | "That Hamilton Woman!"           | Emma, Lady Hamilton   | Alexander Korda               | Laurence Olivier, Alan Mowbray, Sara Allgood, Gladys Cooper       |
| 1945                   | César e Cleópatra            | "Caesar and Cleopatra"           | Cleópatra             | Gabriel Pascal                | Claude Rains, Stewart Granger, Flora Robson                       |
| 1948                   | Anna Karenina                | (Idem)                           | Anna Karenina         | Julien Duvivier               | Ralph Richardson                                                  |
| 1951                   | Um Bonde chamado Desejo      | "A Streetcar Named Desire"       | Blanche DuBois        | Elia Kazan                    | Marlon Brando, Kim Hunter, Karl Malden                            |
| 1955                   | O profundo mar azul          | "The Deep Blue Sea"              | Hester Collyer        | Anatole Litvak                | Kenneth More                                                      |
| 1961                   | Em Roma na primavera         | "The Roman Spring of Mrs. Stone" | Karen Stone           | José Quintero                 | Warren Beatty, Lotte Lenya                                        |
| 1965                   | A nau dos insensatos         | "Ship of Fools"                  | Mary Treadwell        | Stanley Kramer                | Simone Signoret, José Ferrer, Lee Marvin                          |

## Prêmios e indicações
Oscar
- 1940 - Melhor atriz por ...E o Vento Levou
- 1952 - Melhor atriz por Um Bonde chamado Desejo

BAFTA
- 1953 - Melhor atriz britânica por Um Bonde chamado Desejo

Festival de Cinema de Veneza
- 1951 - Melhor atriz por Um Bonde chamado Desejo

New York Film Critics Circle Awards
- 1939 - Melhor atriz por ...E o Vento Levou
- 1951 - Melhor atriz por Um Bonde chamado Desejo

Sant Jordi Awards
- 1951 - prêmio especial por Um Bonde chamado Desejo

Globo de Ouro
- 1952 - Indicada como melhor atriz dramática por Um Bonde chamado Desejo

Tony Awards
- 1963 - Melhor atriz em musical por Tovarich